# Кристал Лејк (Флорида)
Кристал Лејк (енгл. Crystal Lake) насељено је место без административног статуса у америчкој савезној држави Флорида.

## Демографија
По попису из 2010. године број становника је 5.514, што је 173 (3,2%) становника више него 2000. године.
| Група             | 2000.         | 2010.         |
| Белци             | 4.100 (76,8%) | 3.107 (56,3%) |
| Афроамериканци    | 728 (13,6%)   | 1.235 (22,4%) |
| Азијати           | 47 (0,9%)     | 64 (1,2%)     |
| Хиспаноамериканци | 385 (7,2%)    | 1.010 (18,3%) |
| Укупно            | 5.341         | 5.514         |